# Cayo Bobel
El Cayo Bobel es una isla localizada en el Banco Vivorillo en aguas del Mar Caribe al este del país centroamericano de Honduras se ubica específicamente al suroeste de Cayo Savanna y Cayo Port Royal al oeste del cayo del Sur y al norte del Cayo Edimburgo (este último perteneciente a Nicaragua). Administrativamente hace parte del departamento de Islas de la Bahía cuyas islas más grandes se encuentra mcuho más al oeste.
Este cayo tiene importancia estratégica debido a que fue declarado como parte de Honduras y usado para fijar la frontera marítima definitiva entre Honduras y Nicaragua en sentencia emitida en 2007 por la Corte Internacional de Justicia de La Haya.